# Human (альбом Брэнди)
Human — пятый студийный альбом американской R&B-певицы Брэнди Норвуд. Он был выпущен 5 декабря 2008 года лейблами Epic Records, Knockout Entertainment и Koch Records. Альбом стал дебютным релизом Норвуд на Epic Records после её разрыва с Atlantic Records в 2005 году и её воссоединения с давним коллегой и наставником Родни «Darkchild» Джеркинсом, который выступил продюсером и написал большую часть альбома со своим коллективом авторов песен.
Несмотря на положительную оценку критиков, Human дебютировал на 15 месте в Billboard 200 с продажами 73 000 копий за неделю, став самым низко стартовавшим в чарте альбомом Брэнди со времён её дебютника (1994). По состоянию на 2012 год альбом Human был продан в США тиражом 214 000 копий, не сумев достичь коммерческого успеха предшественников. В то время как ведущий сингл «Right Here (Departed)» (№ 1 в Dance Club Songs) принёс Норвуд самый большой успех в чартах со времён «Full Moon» (2002), второй и последний «Long Distance» оказался не столь коммерчески успешным.
Human стал единственным альбомом Норвуд, записанным с Epic Records, после того как она покинула лейбл и Roc Nation в 2009 году. Поначалу Норвуд выражала недовольство альбомом, обвиняя в его неудачном исполнении отсутствие видения со стороны всех участников. Однако впоследствии Норвуд заявила, что полюбила альбом.

## Отзывы
| Совокупная оценка    | Совокупная оценка |
| Источник             | Оценка            |
| -------------------- | ----------------- |
| Metacritic           | 67/100            |
| Оценки критиков      |                   |
| Источник             | Оценка            |
| AllMusic             | [ 2 ]             |
| Blender              | [ 3 ]             |
| Digital Spy          | [ 4 ]             |
| Entertainment Weekly | B                 |
| The Guardian         | [ 6 ]             |
| musicOMH             | [ 7 ]             |
| Los Angeles Times    | [ 8 ]             |
| RWD                  | [ 9 ]             |
| Slant                | [ 10 ]            |

Несмотря на то, что Human стал первой работой Норвуд, не номинированной на премию Грэмми в какой-либо категории, альбом получил в целом благоприятные отзывы музыкальных критиков, набрав 67 баллов из 100 среди усреднённых отзывов на Metacritic.
Сара Родман из The Boston Globe похвалила альбом как достаточно богатый и разнообразный: «Это лучше, чем достаточно хорошо. Это лёгкое, беззаботное прослушивание, демонстрирующее стойкость, смирение, радость и жизнелюбие Брэнди». Она особенно отметила вклад Джеркинса в создание альбома: «Джеркинс сумел выявить лучшие выразительные черты в её приятно растрёпанном вокале». Автор The Guardian Алекс Макферсон отметил Human как «вдумчивую, интимную работу, в которой Норвуд трогательно поёт о хрупкости и страхе», дав ей четыре с половиной звезды из пяти, а Энди Келлман из AllMusic назвал альбом Норвуд «самым банальным» и «наименее приятным релизом в её каталоге», добавив: «Брэнди явно находится в зоне комфорта, которая позволяет ей раскрыться больше, чем когда-либо […] Human — это не что иное, как серьёзный альбом. Но он вполне может стать самым полезным для неё».[38] Он поставил альбому три с половиной звезды из пяти. Журнал Billboard отметил, что «хотя в Human не хватает дерзкой Брэнди, которую мы знаем и любим по таким трекам, как „I Wanna Be Down“ и „Talk About Our Love“, мы все равно можем оценить столь необходимое утешение, когда личные потрясения перекладываются на запоминающуюся музыку».
Джон Долан, написавший для журнала Blender, дал альбому три звезды из пяти и высоко оценил решение Норвуд вновь объединиться с Джеркинсом: «Теперь она вернулась к девчачьему хип-хопу Эдема; четыре песни написал Джеркинс, автор её лучших хитов конца 90-х. Трепетные джемы о тоске на расстоянии и затягивающие медленные танцы уравновешиваются взрослыми моментами глубоко прочувствованной, хотя и немного странной балладной стойкости». Джон Парелес из The New York Times считает, что настроения песен, будь то самоутверждение или разбитое сердце, вернулись к общим: «Названия песен вроде „Torn Down“ и „Shattered Heart“ показывают, насколько Брэнди пытается стать серьёзной, вступая во взрослый мир, в котором счастливая жизнь недостижима. Но она все ещё выглядит новичком, личностью, которая только формируется, охотно подражая своим ролевым моделям». В своей рецензии для Entertainment Weekly Генри Голдблатт отметил: «Хрипловатость, которая определяла предыдущие работы Брэнди, сменилась более мягкими и высокими тонами. Результат приятен, но гораздо менее амбициозен, чем её последний диск 2004 года Afrodisiac». Рецензия Микаэля Вуда для Los Angeles Times была менее категоричной. Он дал альбому полторы звезды из четырёх и сказал: «К сожалению, его также трудно дочитать до конца. Сильной стороной Брэнди никогда не была её вдумчивость; что вполне уместно для человека с её голливудской историей, она долгое время была одним из самых пустых сосудов R&B, великолепным голосом, который использовался рядом талантливых продюсеров для передачи своих собственных уникальных идей».

## Список композиций
| №                   | Название                          | Автор(ы)                                                        | Продюсеры                                           | Длительность |
| ------------------- | --------------------------------- | --------------------------------------------------------------- | --------------------------------------------------- | ------------ |
| 1.                  | «Human Intro»                     |                                                                 |                                                     | 0:19         |
| 2.                  | «The Definition»                  | Родни «Darkchild» Джеркинс Crystal Johnson                      | Джеркинс LaShawn "Big Shiz" Daniels [a]             | 3:43         |
| 3.                  | «Warm It Up (With Love)»          | Джеркинс Marvin «Tony» Hemmings Jordan Omley                    | Джеркинс Omley [a]                                  | 3:58         |
| 4.                  | «Right Here (Departed)»           | Джеркинс E. Kidd Bogart David Quiñones Victoria Horn Erika Nuri | Джеркинс Daniels [a]                                | 3:38         |
| 5.                  | «Piano Man»                       | Джеркинс Hemmings Omley                                         | Джеркинс Omley [a]                                  | 3:52         |
| 6.                  | «Long Distance Interlude»         |                                                                 |                                                     | 0:59         |
| 7.                  | «Long Distance»                   | Бруно Марс Philip Lawrence Jerkins Jeff Bhasker                 | Марс [b] Джеркинс Lawrence [a] James Fauntleroy [a] | 3:51         |
| 8.                  | «Camouflage»                      | Claude Kelly Джеркинс                                           | Джеркинс Dernst "D'Mile" Emile Daniels [a]          | 3:59         |
| 9.                  | «Torn Down»                       | Kevin Risto Waynne Nugent Dapo Torimiro Fauntleroy              | Dirty Swift Torimiro Bruce Wayne Fauntleroy [a]     | 3:20         |
| 10.                 | «Human»                           | Brandy Norwood Toby Gad Lindy Robbins Jenny-Bea Englishman      | Gad [b] Norwood [b]                                 | 3:47         |
| 11.                 | «Shattered Heart»                 | Джеркинс Johnson Daniels                                        | Джеркинс Daniels [b]                                | 3:48         |
| 12.                 | «True»                            | RedOne Kelly                                                    | RedOne                                              | 3:40         |
| 13.                 | «A Capella (Something's Missing)» | Kenneth Charles Coby Chad C. Roper Le'Che D. Martin Tiyon Mack  | Soundz                                              | 3:29         |
| 14.                 | «1st & Love»                      | Chauncey Hollis Rich King Christopher Breaux Jesse Woodard      | Hit-Boy Chase N. Cashe                              | 3:17         |
| 15.                 | «Fall»                            | Brian Seals Norwood Natasha Bedingfield Daniels                 | Brian Kennedy Daniels [a]                           | 4:21         |
| Общая длительность: | Общая длительность:               | Общая длительность:                                             | Общая длительность:                                 | 50:01        |

| №                   | Название                                                        | Автор(ы)                           | Продюсеры                                             | Длительность |
| ------------------- | --------------------------------------------------------------- | ---------------------------------- | ----------------------------------------------------- | ------------ |
| 16.                 | «Right Here (Departed)» (Seamus Haji & Paul Emanuel Radio Edit) | Джеркинс Bogart Quiñones Nuri Horn | Джеркинс Daniels [a] Seamus Haji [c] Paul Emanuel [c] | 4:03         |
| Общая длительность: | Общая длительность:                                             | Общая длительность:                | Общая длительность:                                   | 54:04        |

| №                   | Название                                         | Автор(ы)                           | Продюсеры                                                    | Длительность |
| ------------------- | ------------------------------------------------ | ---------------------------------- | ------------------------------------------------------------ | ------------ |
| 16.                 | «Long Distance» (Mad Decent Right Mad Remix)     | Марс Lawrence Джеркинс Bhasker     | Марс [b] Джеркинс Lawrence [a] Fauntleroy [a] Mad Decent [c] | 4:56         |
| 17.                 | «Right Here (Departed)» (Moto Blanco Radio Edit) | Джеркинс Bogart Quiñones Nuri Horn | Джеркинс Daniels Moto Blanco [c]                             | 3:32         |
| Общая длительность: | Общая длительность:                              | Общая длительность:                | Общая длительность:                                          | 58:29        |

| №                   | Название             | Автор(ы)            | Продюсеры           | Длительность |
| ------------------- | -------------------- | ------------------- | ------------------- | ------------ |
| 16.                 | «Gonna Find My Love» | Norwood Gad Robbins | Gad                 | 3:27         |
| Общая длительность: | Общая длительность:  | Общая длительность: | Общая длительность: | 53:28        |

| №                   | Название                                             | Автор(ы)                           | Продюсеры                                     | Длительность |
| ------------------- | ---------------------------------------------------- | ---------------------------------- | --------------------------------------------- | ------------ |
| 17.                 | «Locket (Locked in Love)»                            | Breaux King Seals                  | Kennedy                                       | 3:46         |
| 18.                 | «Right Here (Departed)» (Mad Decent Right Mad Remix) | Джеркинс Bogart Quiñones Nuri Horn | Джеркинс Daniels Mad Decent [c]               | 4:32         |
| 19.                 | «Long Distance» (A Capella)                          | Марс Lawrence Джеркинс Bhasker     | Марс [b] Джеркинс Lawrence [a] Fauntleroy [a] | 3:46         |
| 20.                 | «Right Here (Departed)» (Music video)                |                                    |                                               | 3:42         |
| Общая длительность: | Общая длительность:                                  | Общая длительность:                | Общая длительность:                           | 65:32        |

| №                   | Название                                                      | Автор(ы)                           | Продюсеры                                 | Длительность |
| ------------------- | ------------------------------------------------------------- | ---------------------------------- | ----------------------------------------- | ------------ |
| 20.                 | «Right Here (Departed)» (Seamus Haji & Paul Emanuel Club Mix) | Джеркинс Bogart Quiñones Nuri Horn | Джеркинс Daniels [a] Haji [c] Emanuel [c] | 8:50         |
| 21.                 | «Right Here (Departed)» (Music video)                         |                                    |                                           | 3:42         |
| Общая длительность: | Общая длительность:                                           | Общая длительность:                | Общая длительность:                       | 74:22        |

| №                   | Название                                                      | Автор(ы)                                    | Продюсеры                                 | Длительность |
| ------------------- | ------------------------------------------------------------- | ------------------------------------------- | ----------------------------------------- | ------------ |
| 17.                 | «Locket (Locked in Love)»                                     | Breaux King Seals                           | Kennedy                                   | 3:46         |
| 18.                 | «Right Here (Departed)» (при участии Sean Kingston)           | Джеркинс Bogart Quiñones Nuri Horn Kingston | Джеркинс Daniels [a]                      | 3:43         |
| 19.                 | «Right Here (Departed)» (Moto Blanco Radio Edit)              | Джеркинс Bogart Quiñones Nuri Horn          | Джеркинс Daniels [a] Blanco [c]           | 3:32         |
| 20.                 | «Right Here (Departed)» (Seamus Haji & Paul Emanuel Club Mix) | Джеркинс Bogart Quiñones Nuri Horn          | Джеркинс Daniels [a] Haji [c] Emanuel [c] | 8:50         |
| Общая длительность: | Общая длительность:                                           | Общая длительность:                         | Общая длительность:                       | 73:19        |

| №                   | Название                              | Режиссёры           | Длительность |
| ------------------- | ------------------------------------- | ------------------- | ------------ |
| 1.                  | «Right Here (Departed)» (Music video) | Little X            | 3:42         |
| 2.                  | «Long Distance» (Music video)         | Chris Robinson      | 3:49         |
| 3.                  | «Making of Right Here (Departed)»     |                     | 5:29         |
| Общая длительность: | Общая длительность:                   | Общая длительность: | 13:00        |

Замечания
- ↑  продюсер по вокалу
- ↑  продюсер основной и по вокалу
- ↑  дополнительный прлюсер

## Чарты
| Чарт (2008—2009)                       | Высшая позиция |
| -------------------------------------- | -------------- |
| Бельгия/Фландрия (Ultratop)            | 81             |
| Бельгия/Валлония (Ultratop)            | 50             |
| Франция (SNEP)                         | 129            |
| Япония (Oricon)                        | 37             |
| Великобритания (UK R&B Albums Chart)   | 34             |
| США (Billboard 200)                    | 15             |
| США (Billboard Top R&B/Hip-Hop Albums) | 5              |